# Královský rodinný řád krále Haralda V.
Královský rodinný řád krále Haralda V. (norsky Kong Harald Vs portrettnål) je norské čestné vyznamenání, jež je udíleno členkám norské královské rodiny a předním dvorním dámám králem Haraldem V.

## Historie pravidla udílení
Královský rodinný řád krále Haralda V. byl založen roku 1991 králem Haraldem V. v roce jeho nástupu na trůn. Navazuje tak na tradici norských královských rodinných řádů, jejichž tradice sahá až do 17. století. Udílen je členkám norské královské rodiny a předním dvorním dámám. Královské rodinné řády nejsou zahrnuty do hierarchie norských vyznamenání.

## Insignie
Odznak má tvar portrétního medailonu s podobiznou krále Haralda V. v barevném smaltu. Medailon je zasazen do rámečku zdobeného drahokamy. Odznak se nosí nalevo na hrudi.
Stuha je červená s bílým proužkem lemujícím oba okraje. Bílým proužkem prochází úzký proužek modré barvy. Stuha je uvázaná do mašle.